# برنستبل (ماساچوست)
برنستبل(به انگلیسی: Barnstable) شهری در شهرستان بارنستبل ایالت ماساچوست می‌باشد که در سال ۱۶۳۸ بنیان‌گذاری شده‌است. این شهر در سرشماری سال ۲۰۱۰ میلادی، ۴۵٬۱۹۳ نفر جمعیت داشته‌است.